# 阿爾塞塔斯一世 (馬其頓)
阿爾塞塔斯一世（希臘語：Ἀλκέτας，？—前547年）是古代馬其頓國王，西元前6世紀時在位。根據史學家該撒利亞的優西比烏，他在位29年。
他是前任國王埃洛普斯一世的兒子，屬於阿吉德王朝的成員。阿爾塞塔斯一世去世後，由兒子阿敏塔斯一世繼位。